# Острво Петра I
Острво Петар I је острво у јужном Пацифику у Белингсхаусеновом мору, 400 km од обале Антарктика, у области која се граничи са Александровим острвом.
Острво је зависна територија Норвешке. Међутим, острво се налази јужно од 60° тј. јужно од области у којој се територијалне претензије не признају од већине држава.
Острво има површину од 156 km² и није стално насељено.